# Manuele Caddeo
Manuele Caddeo (* 2. März 1986) ist ein ehemaliger italienischer Radrennfahrer.
Manuele Caddeo belegte 2008 unter anderem den dritten Platz beim Gran Premio Palio und die vierten Rang bei der Ruota d’Oro. Ende des Jahres fuhr er als Stagiaire bei dem Continental Team Cinelli-OPD, bekam aber keinen regulären Vertrag für die folgende Saison. Er wurde Zweiter der Gesamtwertung des Giro Ciclistico d’Italia und gewann die zweite Etappe des Giro della Valle d’Aosta. 2010 fuhr Caddeo für die slowenische Mannschaft Zheroquadro Radenska und 2011 für das italienische Professional Continental Team Colnago-CSF Inox, bei dem er seine Radsportkarriere beendete.

## Erfolge
2009
- eine Etappe Giro della Valle d’Aosta

## Teams
- 2008 Cinelli-OPD (Stagiaire)
- 2009 Team Hopplà Seano Bellissima
- 2010 Zheroquadro Radenska
- 2011 Colnago-CSF Inox